# Cayo Francés (Villa Clara)
Cayo Francés es el nombre de una isla en el océano Atlántico que pertenece a la República de Cuba y que posee una superficie estimada en 253,7 hectáreas (equivalentes a 2,53 km²). Administrativamente depende de la central provincia cubana de Villa Clara. Geográficamente hace parte del Archipiélago de Sabana-Camagüey, en el subgrupo llamado Sección Camagüey. Posee un puerto e instalaciones turísticas. En sus alrededores se encuentra encallado un barco de concreto llamado S.S. San Pasqual, el cual constituye una atracción turística para los visitantes.